# Krapina C
Krapina C, anche noto come Krapina 3, è il fossile di un cranio di un ominide della specie Homo neanderthalensis scoperto a Krapina in Croazia nel 1889 dall'archeologo, geologo e paleontologo croato Dragutin Gorjanović-Kramberger .

## Descrizione
Sul cranio sono stati rilevati fino a 35 segni di taglio il suo osso frontale, circostanza che ha fatto ipotizzare la pratica del cannibalismo o di un rituale religioso dei neanderthaliani.